# Gilmer County (West Virginia)
Gilmer County ist ein County im Bundesstaat West Virginia der Vereinigten Staaten. Der Verwaltungssitz (County Seat) ist Glenville. Das U.S. Census Bureau hat bei der Volkszählung 2020 eine Einwohnerzahl von 7.408 ermittelt.

## Geographie
Das County liegt nördlich des geographischen Zentrums von West Virginia und hat eine Fläche von 881 Quadratkilometern ohne nennenswerte  Wasserfläche. Es grenzt im Uhrzeigersinn an folgende Countys: Doddridge County, Lewis County, Braxton County, Calhoun County und Ritchie County.

## Geschichte
Gilmer County wurde am 3. Februar 1845 aus Teilen des Kanawha County und des Lewis County gebildet. Benannt wurde es nach Thomas Walker Gilmer, einem Mitglied des US-Kongresses, Marineminister und Gouverneur von Virginia.

## Demografische Daten

Alterspyramide des Gilmer County

Nach der Volkszählung im Jahr 2000 lebten im Gilmer County 7.160 Menschen in 2.768 Haushalten und 1.862 Familien. Die Bevölkerungsdichte betrug 8 Einwohner pro Quadratkilometer. Ethnisch betrachtet setzte sich die Bevölkerung zusammen aus 97,33 Prozent Weißen, 0,91 Prozent Afroamerikanern, 0,20 Prozent amerikanischen Ureinwohnern, 0,57 Prozent Asiaten, 0,01 Prozent Bewohnern aus dem pazifischen Inselraum und 0,10 Prozent aus anderen ethnischen Gruppen; 0,88 Prozent stammten von zwei oder mehr Ethnien ab. 0,70 Prozent der Bevölkerung waren spanischer oder lateinamerikanischer Abstammung.
Von den 2.768 Haushalten hatten 28,2 Prozent Kinder und Jugendliche unter 18 Jahre, die bei ihnen lebten. 54,4 Prozent waren verheiratete, zusammenlebende Paare, 8,6 Prozent waren allein erziehende Mütter, 32,7 Prozent waren keine Familien, 25,5 Prozent waren Singlehaushalte und in 12,3 Prozent lebten Menschen im Alter von 65 Jahren oder darüber. Die Durchschnittshaushaltsgröße betrug 2,43 und die durchschnittliche Familiengröße lag bei 2,92 Personen.
Auf das gesamte County bezogen setzte sich die Bevölkerung zusammen aus 20,3 Prozent Einwohnern unter 18 Jahren, 16,4 Prozent zwischen 18 und 24 Jahren, 24,5 Prozent zwischen 25 und 44 Jahren, 23,5 Prozent zwischen 45 und 64 Jahren und 15,3 Prozent waren 65 Jahre alt oder darüber. Das Durchschnittsalter betrug 37 Jahre. Auf 100 weibliche Personen kamen 101,1 männliche Personen. Auf 100 Frauen im Alter von 18 Jahren oder darüber kamen statistisch 101,4 Männer.
Das jährliche Durchschnittseinkommen eines Haushalts betrug 22.857 USD, das Durchschnittseinkommen der Familien betrug 28.685 USD. Männer hatten ein Durchschnittseinkommen von 25.497 USD, Frauen 15.353 USD. Das Prokopfeinkommen betrug 12.498 USD. 20,2 Prozent der Familien und 25,9 Prozent der Bevölkerung lebten unterhalb der Armutsgrenze. Davon waren 27,7 Prozent Kinder oder Jugendliche unter 18 Jahre und 8,9 Prozent waren Menschen über 65 Jahre.

## Ortschaften im Fayette County
Towns
- Glenville
- Sand Fork

Andere Unincorporated Communities
| - Alice - Baldwin - Cedarville - Coxs Mills - Donlan - Dusk | - Gilmer - Hardman - Index - Let - Letter Gap - Linn | - Lockney - Lucerne - Moss - Newberne - Normantown | - Perkins - Racket - Revore - Rosedale - Shock | - Stouts Mills - Stumptown - Tanner - Troy - Truebada |